# Philipp Anton Watzke
Philipp Anton Watzke (zeitweise auch bezeichnet als Philipp August Watzke, * 1803; † 1867) war ein österreichischer Arzt und Homöopath.

## Leben
Watzke stammte aus Böhmen und studierte Medizin an der Universität Wien. Nach dem Abschluss mit der Promotion wandte er sich der Homöopathie zu.
Dem prominenten Kritiker der Homöopathie Stanislaus von Töltényi, Professor der Pharmakologie an der Universität Wien, widersprach Watzke in einem häufig zitierten Aufsatz mit dem Titel Erwiderung auf Prof. von Töltenyis Aufsatz, betitelt: „Das Heilprinzip und die Homöopathie“. Zusammen mit Franz Wurmb, Friedrich Wilhelm Carl Fleischmann und Clemens Hampe gründete er den Verein homöopathischer Ärzte für physiologische Arzneimittelprüfungen und war Mitherausgeber sowie zeitweise Redakteur der Österreichischen Zeitschrift für Homöopathie.
Zusammen mit Wurmb gründete er das Homöopathische Krankenhaus in Wien-Leopoldstadt.

## Werke
- Philipp Anton Watzke: Ein Tag aus meiner Praxis: Parallelen zwischen Allöopathie und Homöopathie für angehende praktische Ärzte. Fleischer, 1866 (google.com)., Reprint 2018: Forgotten Books, ISBN 978-0-428-83828-7
- Dr. Franz Wurmb. Biographische Skizze. Ein Stück Geschichte der Homöopathie in Wien., 1865, Beck’sche k.k. Universitätsbuchhandlung, Wien.